# Ibrahima Fanny
Ibrahima Fanny, né le 29 septembre 1943 à Bouna, en Côte d'Ivoire et mort le 13 juin 2024 à Abidjan, est un joueur international de football ivoirien dans les années 1960. Il joue dans différents clubs ivoiriens au poste de gardien de but. Après sa carrière de footballeur, Ibrahima Fanny s'est reconverti en politique.

## Biographie
Sélectionné en équipe de Côte d'Ivoire, il dispute la Coupe d'Afrique des nations 1970.
Ibrahima Fanny a été maire de Bouaké de 2001 à 2013.